# チャールズ・ラッセル・オーカット
チャールズ・ラッセル・オーカット（Charles Russell Orcutt、1864年4月27日 - 1929年8月24日）は、アメリカ合衆国の博物学者、プラントハンターで多肉植物を専門にした。彼のコレクションは、サンディエゴ自然史博物館の基礎を形成した。

## 略歴
バーモント州のハートランドに生まれた。1879年に家族はサンディエゴに移った。父親のハーマン・オーカットはサンディエゴで園芸商を開いた。オーカットは独学で、若い頃から熱心に動物学や植物学などの科学を学んだ。父親とサンディエゴ周辺を旅し、1882年に父親と植物学者のチャールズ・クリストファー・パリーが行った、メキシコのエンセナーダの探検に同行した。植物への関心が高まるにしたがい、調査エリアがひろまり、収集した植物の価値が高まった。新種植物を探し、南カリフォルニア、バハ・カリフォルニア、メキシコ、中央アメリカや西インド諸島などのカリブ海地域を探検した。サボテンに特に関心を払い、多くの新種を発見したので、サボテンマン（"cactus man"）の愛称で呼ばれた。サンディエゴ自然史協会の重要なメンバーとなり何度か理事を務めた。多くの標本を協会に寄付した。1920年代後半にジャマイカとハイチに移住し、そこで研究を行ないハイチで没した。